# Phytocoris albidosquamus
Phytocoris albidosquamus är en insektsart som beskrevs av Knight 1968. Phytocoris albidosquamus ingår i släktet Phytocoris och familjen ängsskinnbaggar. Inga underarter finns listade i Catalogue of Life.